# فيرنر ماركس
فيرنر ماركس (بالألمانية: Werner Marx)‏ هو فيلسوف ألماني، ولد في 19 سبتمبر 1910 في مولهايم أن در رور في ألمانيا، وتوفي في 21 نوفمبر 1994 في Bollschweil ‏ في ألمانيا.

## وصلات خارجية
- فيرنر ماركس على موقع مونزينجر (الألمانية)